# Kostel svatého Stanislava (Bruzovice)
Kostel svatého Stanislava je římskokatolický farní kostel v Bruzovicích. Je chráněn jako kulturní památka České republiky.

## Historie
Kostel na místě dnešního je poprvé zmiňován v roce 1636, ale současný kostel byl vystavěn až roku 1677 za Františka Eusebia z Oppersdorfu. V jižní fasádě lodi je atypicky umístěný znak Františka Eusebia a jeho ženy Anny Zuzany, roz. Beesové, z roku 1676.
Nynější podoba kostela je výsledkem úprav ze 40. let 19. století.
Roku 1916 byly zrekvírovány kostelní zvony.

## Architektura
Kostel svatého Stanislava je jednolodní barokní obdélná stavba zakončená presbytářem, na jehož obou koncích jsou sakristie. Půdorys stavby tak tvoří katolický kříž. V průčelí se tyčí věž s cibulovitou bání. Nad presbytářem je drobný sanktusník.